# Comuna de Nowa Ruda
Nowa Ruda (polaco: Gmina Nowa Ruda) é uma gminy (comuna) na Polónia, na voivodia de Baixa Silésia e no condado de Kłodzki. A sede do condado é a cidade de Otovice.
De acordo com os censos de 2004, a comuna tem 12 323 habitantes, com uma densidade 88,2 hab/km².

## Área
Estende-se por uma área de 139,66 km², incluindo:
- área agricola: 50%
- área florestal: 41%

## Comunas vizinhas
- Bielawa, Dzierżoniów, Głuszyca, Kłodzko, Pieszyce, Radków, Stoszowice, Comuna de Walim, Nowa Ruda.